# Evolution Studios
Evolution Studios Ltd. war ein britischer Videospielentwickler. 

## Unternehmensgeschichte
Die Firma wurde 1999 von Martin Kenwright (Digital Image Design) und Ian Hetherington (Psygnosis) gegründet. Der Hauptsitz befand sich in Runcorn, Cheshire. Eine Außenstelle lag im Bigbig Studios in Warwickshire.
Sowohl Evolution als auch Bigbig Studios wurden im September 2007 von Sony Computer Entertainment aufgekauft.
Im Januar 2012 wurde bekannt, dass Sony Bigbig Studios nach dem Abschluss der Arbeiten an Little Deviants geschlossen habe.
Am 8. Oktober 2014 hat Evolution Studios das PS4-exklusive Rennspiel Driveclub veröffentlicht. Ursprünglich war das Spiel als Launch-Titel für die PlayStation 4 im letzten Jahr gedacht. Um das Design einem Fein-Tuning zu unterziehen, wurde es damals verschoben.
Am 22. März 2016 wurde das Studio geschlossen. Ein Großteil der Mitarbeiter wurde vom Studio Codemasters übernommen.

## Veröffentlichung

### Evolution Studios
- 2001: WRC: World Rally Championship (PS2)
- 2002: WRC II Extreme (PS2)
- 2003: WRC 3 (PS2)
- 2004: WRC 4 (PS2)
- 2005: WRC: Rally Evolved (PS2)
- 2007: MotorStorm (PS3)
- 2008: MotorStorm: Pacific Rift (PS3)
- 2011: MotorStorm: Apocalypse (PS3)
- 2012: Motorstorm: RC (PS3, PS Vita)
- 2014: Driveclub (PS4)
- 2015: Driveclub Bikes (PS4)

### Bigbig Studios
- 2005: Pursuit Force (PSP)
- 2007: Pursuit Force: Extreme Justice (PSP)
- 2009: MotorStorm: Arctic Edge (PS2, PSP)
- 2012: Little Deviants (PSV, PS4)